# Geoffrey Basil Robinson
Geoffrey Basil Robinson (* 1957) ist ein kanadischer Historiker, Professor an der University of California, Los Angeles.

## Leben
Von 1989 bis 1995 leitete Robinson die Forschungsabteilung für die Inseln in Südostasien am Hauptsitz von Amnesty International in London. In dieser Funktion schrieb er zwei Monographien und viele kürzere Berichte über die Menschenrechtsbedingungen in Indonesien, Osttimor und auf den Philippinen.
An der McGill University erlangte er den Bachelor, 1992 wurde er von der Cornell University mit der Arbeit The Politics of Violence in Modern Bali, 1882–1966 zum Doktor der Geschichtswissenschaft promoviert, wo er Schüler von Benedict Anderson und George Kahin war.
Seit 1997 ist er Professor für Geschichte an der University of California, Los Angeles.
Von Juni bis November 1999 war er von der UCLA beurlaubt und war politischer Beauftragter in Dili bei der Mission der Vereinten Nationen in Osttimor.
Zu seinen aktuellen Projekten an der UCLA gehört ein Band mit Fotografien und Bildern, die sich auf die Massengewalt von 1965–66 in Indonesien beziehen, eine Studie der "schwedischen Verbindung" zu dieser Gewalt, und ein Buch über die Geschichte der Massentötung in den Vereinigten Staaten mit dem Titel „Running Amok in America“.

## Veröffentlichungen
- The Dark Side of Paradise: Political Violence in Bali. Cornell University Press, Ithaca 1995[4]
- East Timor 1999: Crimes against Humanity. 2003.[5]
- "If You Leave Us Here, We Will Die." How Genocide Was Stopped in East Timor. Princeton University Press, 2010[6]
- The Killing Season. A History of the Indonesian Massacres 1965–1966. Princeton University Press, 2018 PUP